# Fairview (Misuri)
Fairview es un pueblo ubicado en el condado de Newton en el estado estadounidense de Misuri. En el Censo de 2010 tenía una población de 383 habitantes y una densidad poblacional de 315,3 personas por km².

## Geografía
Fairview se encuentra ubicado en las coordenadas 36°49′2″N 94°5′12″O / 36.81722, -94.08667. Según la Oficina del Censo de los Estados Unidos, Fairview tiene una superficie total de 1.21 km², de la cual 1.21 km² corresponden a tierra firme y (0%) 0 km² es agua.

## Demografía
Según el censo de 2010, había 383 personas residiendo en Fairview. La densidad de población era de 315,3 hab./km². De los 383 habitantes, Fairview estaba compuesto por el 91.64% blancos, el 0.78% eran afroamericanos, el 2.87% eran amerindios, el 0.26% eran asiáticos, el 0% eran isleños del Pacífico, el 2.09% eran de otras razas y el 2.35% pertenecían a dos o más razas. Del total de la población el 4.96% eran hispanos o latinos de cualquier raza.